# William de Crachin
William de Crachin est un prélat écossais du milieu du XIIIe siècle. Premier doyen connu de la cathédrale de Brechin, il est élu évêque de Brechin à une date inconnue entre 1269 et 1275, mais meurt avant d'avoir reçu la consécration épiscopale. D'après la Chronica Extracta, il serait mort lors du deuxième concile de Lyon, en 1274.